# Physocarpus opulifolius
Espèce
Classification phylogénétique
Physocarpus opulifolius, appelé communément physocarpe à feuilles d'obier, est une espèce nord-américaine de Physocarpus de la famille des Rosaceae.

## Description

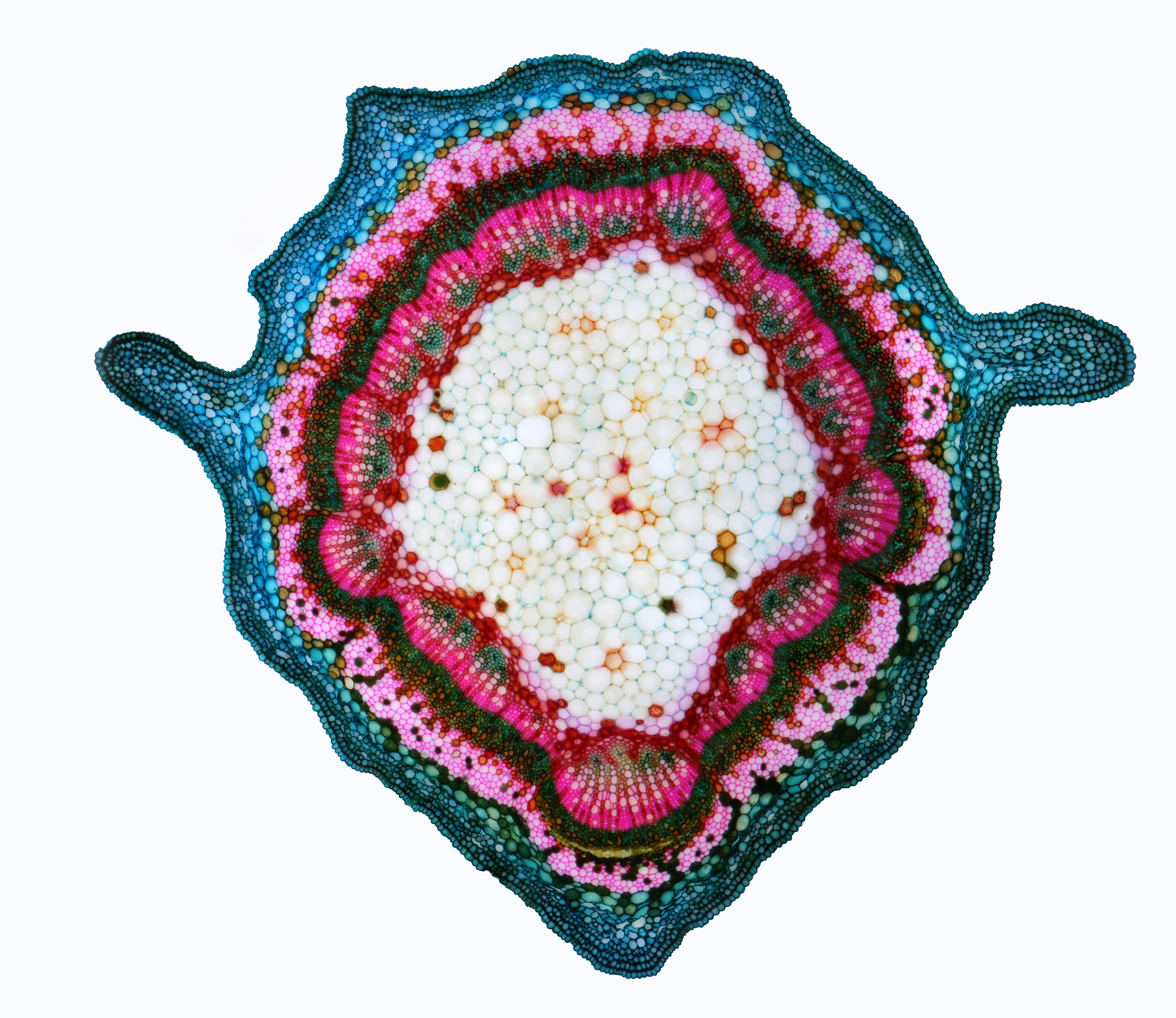
Image microscopique d'une coupe transversale de la tige de Physocarpus opulifolius.

Physocarpus opulifolius est un arbuste à feuilles caduques en forme de monticule avec des feuilles simples et alternes, sur des tiges arquées. Il a une hauteur de 1 à 3 m et une largeur de 1 à 2 m. L'écorce se détache en fines bandes de papier, révélant l'écorce interne brune. Les feuilles mesurent de 3 à 12 cm de longueur, avec des lobes à veines palmées. Son nom vient de la ressemblance de ses feuilles avec celles de la viorne obier.
Les fleurs à 5 pétales de 6 à 8 mm de diamètre se forment en corymbes. Les fleurs sont blanches à rosées et fleurissent de mai à juin en Amérique du Nord et de mai à juillet en Europe.
Dans le Missouri, les fruits mûrissent d’août à début octobre. Il s’agit de petites gousses sèches suspendues en grappes papyracées retombantes.

## Répartition
Physocarpus opulifolius est présent dans l'est de l'Amérique du Nord sur les pentes rocheuses et les rives des ruisseaux, ainsi que dans les fourrés humides, en particulier dans les comtés situés au sud de la rivière Missouri. Il existe également une forme à peine distinguable dans la région des Rocheuses et du nord-ouest du Pacifique. Son aire d'origine s'étend de New York au Minnesota et au Dakota du Sud, au sud de la Floride, de l'Arkansas et du Kansas. Mais on peut la trouver du Québec occidental au Minnesota, au Dakota du Sud et au Colorado, au sud de l’Oklahoma en Géorgie et au nord de New York.
L'espèce est adaptable à un très large éventail de conditions de sol et de site, allant de l'argile humide à sec, de l'acide à alcalin et de l'argile graveleuse à lourde; et peut pousser à l'ombre partielle au plein soleil.
Physocarpus opulifolius est un arbuste ornemental courant en Europe.

## Écologie
Physocarpus opulifolius est un hôte des chenilles pour Eulithis molliculata (en), Macaria abruptata, Lomographa vestaliata, Ancylis spiraeifoliana, Paonias excaecatus et probablement Lomographa semiclarata (en). On nota aussi la présence de la chenille de Olethreutes permundana.

## Usage
La capacité de Physocarpus opulifolius à se développer dans des conditions difficiles le rend particulièrement adapté au contrôle de l'érosion sur les berges.
Il est également cultivé pour son feuillage ornemental. Il y a de nombreux cultivars : Dart’s Gold au feuillage jaune doré clair virant au vert, Diablo au feuillage pourpre foncé devenant orange à l'automne, Diable d’or au feuillage bronze cuivré devenant pourpre en automne, Aureus au feuillage jaune vert, Snowfall aux fleurs blanc pur…